# Christmas Interpretations
Albums de Boyz II Men
Cooleyhighharmony
(1991) II
(1994)
Christmas Interpretations est un album du groupe de RnB/quiet storm Boyz II Men, sorti en 1993 sur le label Motown La plupart des titres sont des originaux, écrits par le groupe et un autre artiste du label : Brian McKnight; Quelques titres sont des reprises de classiques de Noël.

## Liste des titres
1. Silent Night (Intro)
2. Let It Snow (avec Brian McKnight)
3. Share Love
4. You're Not Alone
5. A Joyous Song
6. Why Christmas
7. Cold December Nights
8. Do They Know
9. Who Would Have Thought
10. Silent Night